# Zed Yun Pavarotti
Pour les articles homonymes, voir Pavarotti (homonymie).
Charlan Zouaoui-Peyrot dit Zed Yun Pavarotti, né le 7 mars 1997 à Saint-Étienne (Loire), est un auteur-compositeur-interprète, chanteur et rappeur français.
Son genre musical se situe entre le cloud rap, le rock, la pop ou encore la trap.
Après deux mixtapes, Grand Zéro (février 2018) et French Cash (mai 2019), il sort son premier album Beauseigne en octobre 2020, suivi par Encore en avril 2023.

## Biographie

### Jeunesse à Saint-Étienne
Né en mars 1997 à Saint-Étienne d'un père éducateur et d'une mère assistante sociale, Zed Yun Pavarotti a eu une enfance difficile.
Une vie de nomade dans l'ancienne ville minière a marqué le jeune homme, une expérience de vie qui ressort dans sa musique : des airs monotones et des textes mélancoliques.
Au lycée, il est souvent absent en cours, il rate une première fois son bac, puis l'obtient en candidat libre. Malgré son attirance pour le métier de vétérinaire, Zed, de foi chrétienne, se dirige vers une fac de théologie à Strasbourg, puis en musicologie. Il abandonne finalement les études pour faire de la musique.

### Carrière musicale
Zed porte un grand intérêt à la musique classique et au rock. Durant son adolescence, il écoutera beaucoup de métal et de hard rock qui le mèneront par la suite au rap. En 2016, il sort un projet intitulé Sextus comprenant six titres, dans lequel l'influence du métal se ressent. L'année suivante, il collabore avec le collectif POSA sur un album de cinq titres, Fabric5. Puis il travaille en duo avec son ami Osha comme beatmaker. Il change alors son nom de scène (Zed) en Zed Yun Pavarotti.
Zed sort, en 2018, la mixtape Grand Zéro. Il signe chez Artside Music, label du rappeur MHD, et se produit notamment en première partie des concerts de Columbine, Lorenzo et Orelsan. Près d'un an après Grand Zéro, il sort French Cash, une mixtape de seize titres.
Il vit entre Paris et Biarritz avec Osha, et confie dans une interview que ce nouveau départ a influencé ses nouveaux titres et les a rendus peut-être plus nostalgiques.  
En juin 2019, Zed commence une tournée : le French Cash Tour. Pendant six mois, il se produit sur scène en France, en Belgique et en Suisse.
Depuis la sortie de son album Beauseigne en 2020, il en effectue la promo accompagné de sa guitariste Juliet Notzisway et Lucas Fox Terrier, son batteur.
Le 7 avril 2023, Zed Yun Pavarotti fait son retour sur disque avec son deuxième album Encore, sur lequel il s'éloigne doucement du rap pour aller chercher un univers plus rock. La version Deluxe de l'album sort le 15 mars 2024, intitulée Encore (Maximale Edition).  
Le 6 mars 2025, il apparaît sur l'album Paraît que les miracles n'existent pas de BEN plg avec la chanson Rendez-vous.

## Style artistique
Sur scène, Zed Yun Pavarotti a souvent les mains derrière le dos à la manière de Liam Gallagher (chanteur du groupe de rock alternatif britannique Oasis qu'il essaye d'imiter sur le tournage du clip Papillon). Cette posture habilement choisie dissimule un gant noir à sa main gauche, qui cache d'autant plus subtilement une prothèse de substitution à une malformation de naissance. Il déclare à ce sujet "ne pas aimer faire de l'animation" : il ne danse pas sur scène et, lors des concerts, se concentre sur sa performance vocale.
Il possède de nombreux tatouages, notamment sur des parties bien visibles de son corps telles que son cou et son visage. L'un des premiers qu'il ait fait est un apice de Boèce, l'un des premiers « zéros » de l'histoire, qui lui rappelle qu'il est parti de rien, d'où Grand zéro (titre de l'un de ses projets). Le tatouage Maison, situé sous son œil droit, représente un souvenir de sa maison à Saint-Etienne, où il a grandi avec sa mère et sa sœur.
Il est fan de Yung Lean, Oasis, ou encore des Beatles. C'est à travers son attrait pour de si distincts styles de musiques variées qu'il réussit à se créer son propre univers artistique que l'on retrouve dans le choix de ses instrumentales, de son écriture et de ses mélodies.

## Discographie

### Mixtapes
- 2018 : Grand Zéro
- 2019 : French Cash

### Album studio
- 2020 : Beauseigne
- 2023 : Encore
- 2024 : Maximal édition de Encore